# Por amor al viento
Por amor al viento es el decimoquinto disco oficial de Congreso, grabado y mezclado en los Estudios Filmocentro de Santiago, masterizado en los Estudios Masterdisk de Nueva York y editado por EMI Music Chile en 1995.

## Historia
Al término de la celebración de los 25 años, Congreso pacta la reedición de obras antiguas del grupo, por parte de la EMI.
Así se re-masterizan obras como: "El Congreso", "Terra Incógnita", "Congreso", "Viaje por la cresta del mundo" y "Ha Llegado Carta". Como dato curioso, el disco "El Congreso" fue puesto a experimento por los ingenieros de la EMI, para probar el remasterizado de vinilo a grabación digital.
Mientras tanto, Congreso acumula un gran material y se internan en los estudios a registrar un posible nuevo disco. 
Sergio "Tilo" González, llama a Ernesto Holman para que se encargue de la orquestación. Así comienza a gestarse Por amor al viento.
El resultado, lo envían a Nueva York, en dónde Stull Fill, reconocido sonidista, masteriza el trabajo, dejando un muy buen resultado.
Congreso lanza el disco a fines de 1995, y parte en una gran gira por Chile, presentando su nuevo trabajo.

## Música y lírica
Por amor al viento, muestra un sonido nuevo de Congreso, algo más cercano al Rock, pero con la marcada influencia del Jazz y la Fusión Latinoamericana.
"Te pido una revolución", "Amantes", "heroína de New York", "A un cometa herido" son algunas de las grandes canciones de este disco. 
El dato freak, es que en "Hay una mirada", la formación cambia radicalmente, quedando Francisco Sazo en guitarra eléctrica, Jorge Campos en batería, Sergio "Tilo" González en teclados, Jaime Vivanco en bajo y Hugo Pirovic en guitarra acústica.
Las letras, van más orientadas hacia la temática del amor. Aunque, "Viaje por una ilusión", habla de la amistad, sobre todo entre músicos o "Signos en el muro" se refiere al cómo se comunicaban los presos políticos.

## Lista de canciones
1. Te pido una revolución. (Francisco Sazo - Sergio "Tilo" González)
2. Viaje por una ilusión. (Francisco Sazo - Jorge Campos)
3. Amantes. (Francisco Sazo - Sergio "Tilo" González)
4. Heroína de New York. (Francisco Sazo - Sergio "Tilo" González)
5. Hay una mirada. (Sergio "Tilo" González - Hugo Moraga)
6. Mariposa de nubes. (Hugo Pirovic - Francisco Sazo)
7. Viaje al corazón. (Francisco Sazo - Sergio "Tilo" González)
8. Canción de Septiembre. (Francisco Sazo - Sergio "Tilo" González)
9. Sueño de amor. (Francisco Sazo - Jaime Atenas)
10. Yo te ofrezco mis zapatos. (Francisco Sazo - Sergio "Tilo" González)
11. A un cometa herido. (Sergio "Tilo" González)
12. Ángel, ¿Dónde estás? (Sergio "Tilo" González)
13. Signos en el muro. (Francisco Sazo - Sergio "Tilo" González - Orquestación: Ernesto Holman)

## Integrantes
- Sergio "Tilo" González: composición, batería, percusión.
- Francisco Sazo: voz, textos.
- Hugo Pirovic: flauta traversa, flauta dulce, Irish Flagelo, saxo alto, percusión, coros.
- Jaime Vivanco: piano, teclados.
- Jaime Atenas: saxo soprano, tenor, ewi.
- Jorge Campos: bajo eléctrico, fretless, contrabajo, guitarra eléctrica, coros.
- Raúl Aliaga: marimba, tambores indios, congas, percusión indígena, cajón, maracas, gran casa, udu drum.
- Patricio González: violoncelo, guitarra.

- Voz noticiero: José Miguel González.

- Datos: Q6082724